# Epinotia ramella
Epinotia ramella là một loài bướm đêm thuộc họ Tortricidae. Nó được tìm thấy ở châu Âu.
Sải cánh dài 13–16 mm. Con trưởng thành bay từ tháng 6 đến tháng 11. .
Ấu trùng chủ yếu ăn birch và willow.

## Hình ảnh

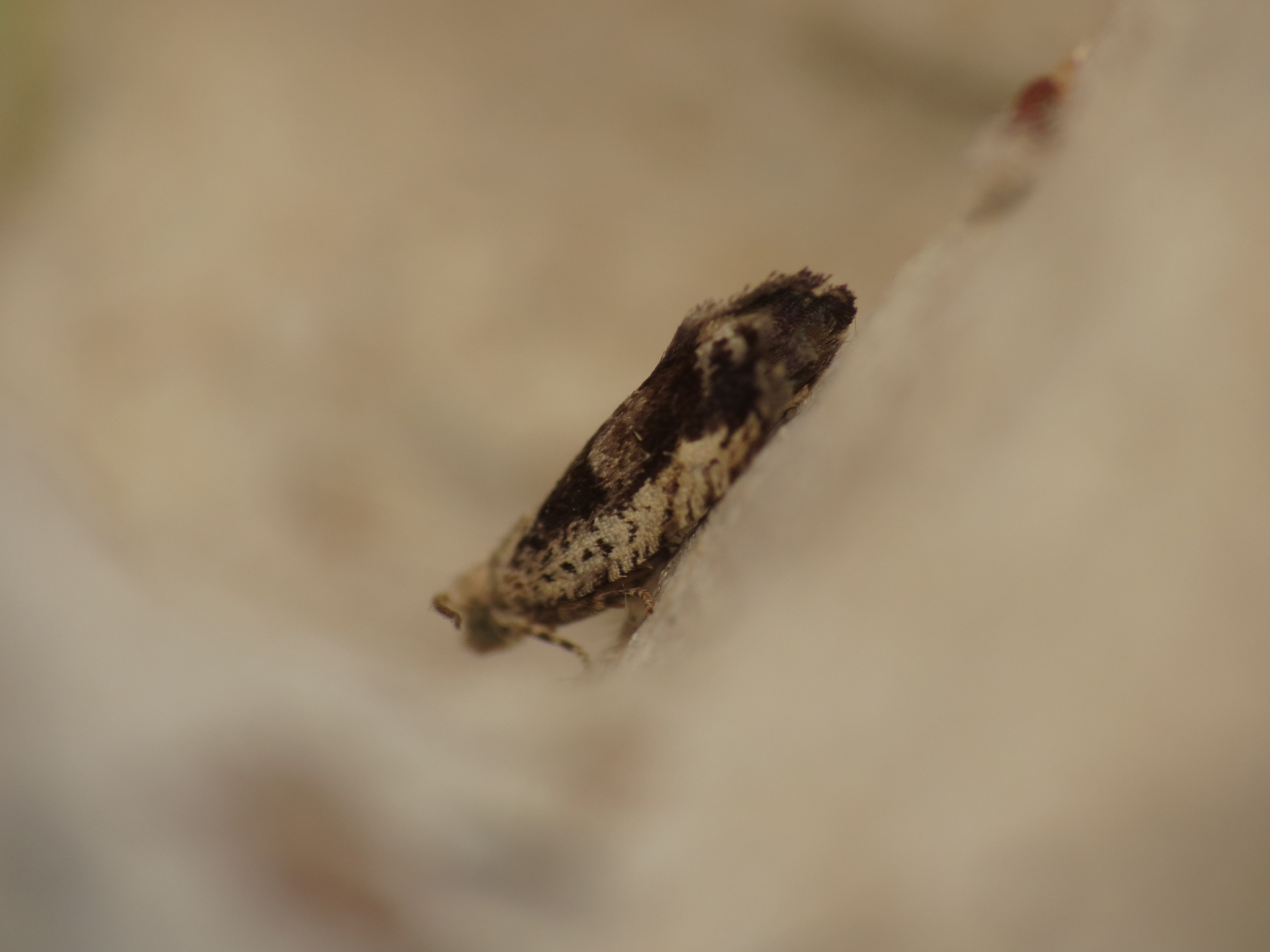
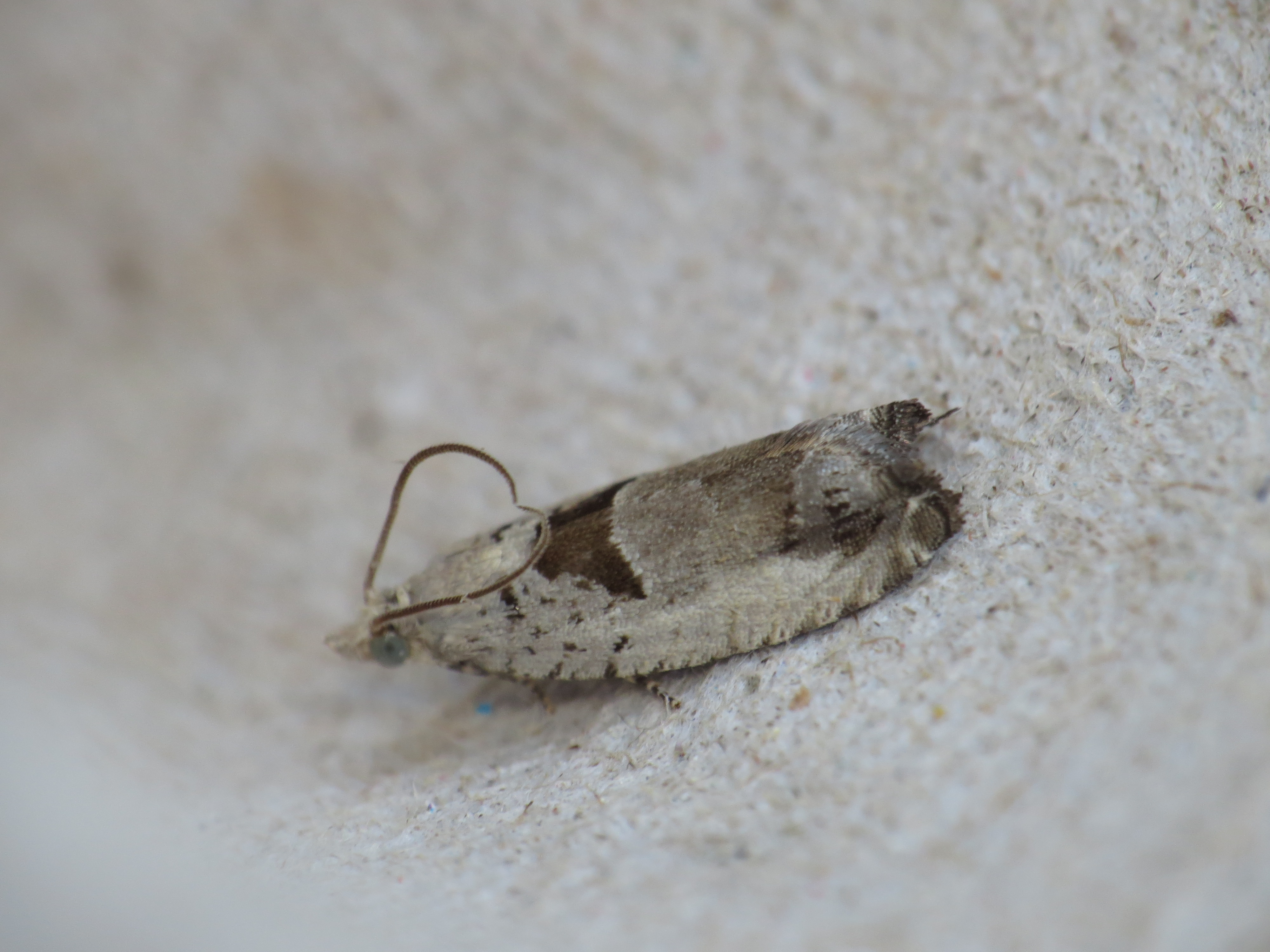
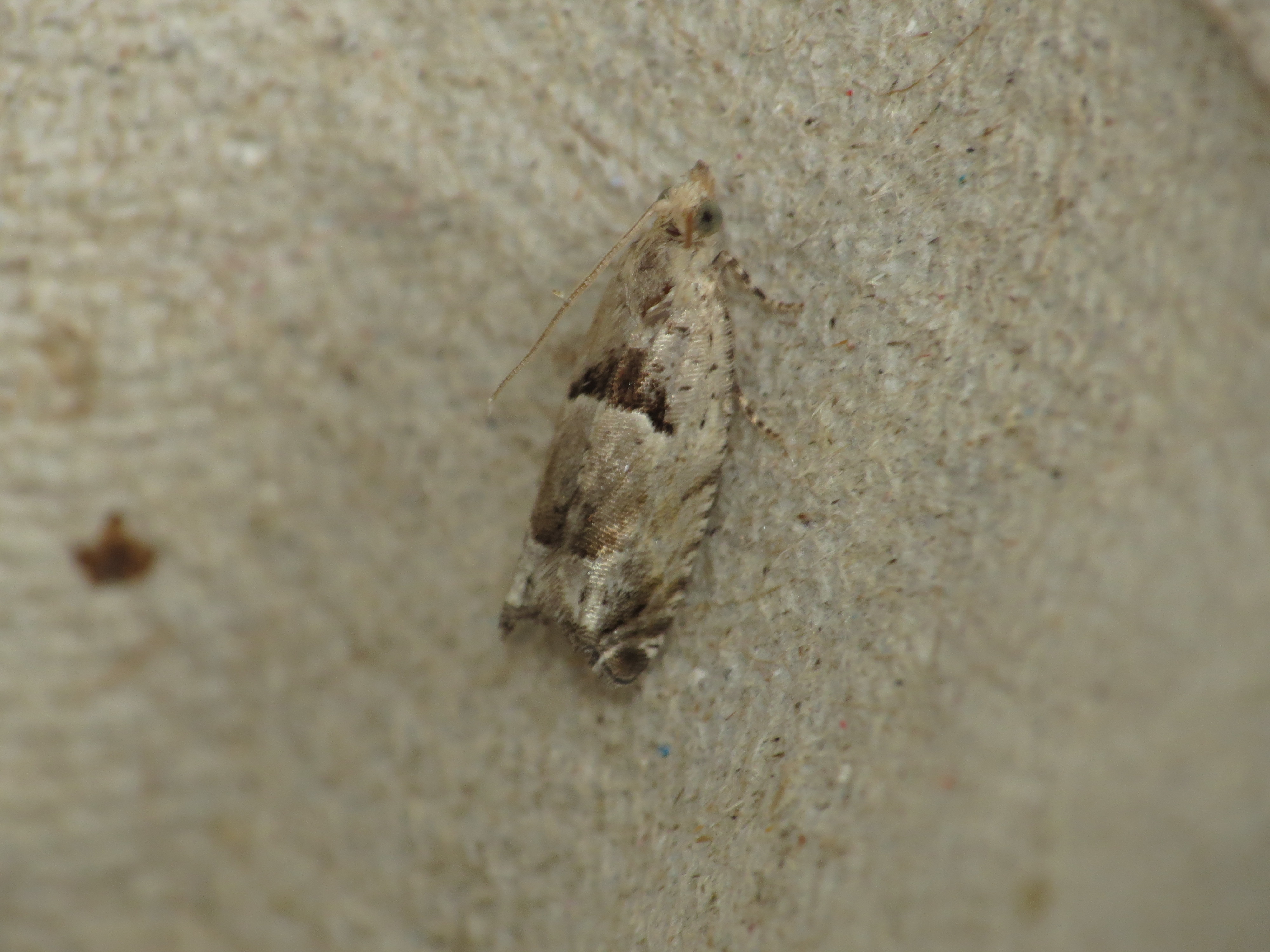
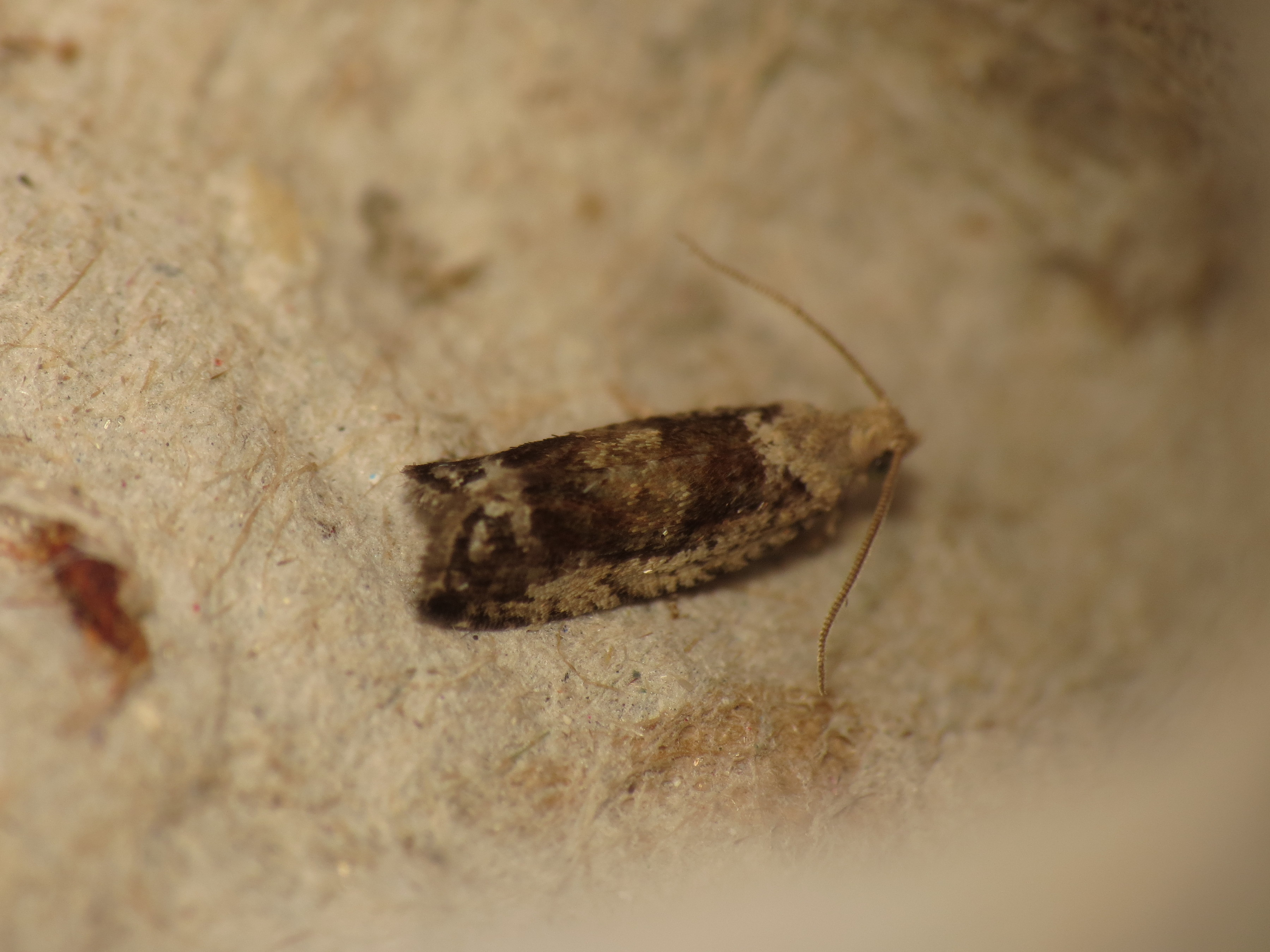